# Yuki
Yūki (Japans: 結城市, Yūki-shi) is een stad in de prefectuur Ibaraki op het eiland Honshu in Japan. De stad heeft een oppervlakte van 65,84 km² en medio 2008 ruim 52.000 inwoners.

## Geschiedenis
Op 15 maart 1954 werd Yūki een stad (shi) na samenvoeging van de gemeente Yūki met een drietal dorpen.

## Bezienswaardigheden
Yūki heeft een groot aantal oudere boeddhistische tempels en shinto jinja's.

## Verkeer
Yūki ligt aan de Mito-lijn van de East Japan Railway Company.
Yūki ligt aan de autowegen 4 en 50.

## Stedenbanden
Yūki heeft een stedenband met
- Mechelen, België sinds 31 oktober 1996

## Geboren in Yūki
- Yuki Masakatsu (結城政勝, Yūki Masakatsu), samurai (1503-1559)
- Yuki Harutomo (結城晴朝, Yūki Harutomo), daimyo (1533-1614)
- Yuki Hideyasu (結城秀康, Yūki Hideyasu), daimyo (1574–1607)

## Aangrenzende steden
- Chikusei
- Koga
- Oyama